# Водиці (Ланище)
Водиці (хорв. Vodice) — населений пункт у Хорватії, в Істрійській жупанії у складі громади Ланище.

## Населення
Населення за даними перепису 2011 року становило 16 осіб.
Динаміка чисельності населення поселення:

## Клімат
Середня річна температура становить 8,08 °C, середня максимальна – 20,18 °C, а середня мінімальна – -5,19 °C. Середня річна кількість опадів – 1711 мм.
| Клімат поселення                              | Клімат поселення | Клімат поселення | Клімат поселення | Клімат поселення | Клімат поселення | Клімат поселення | Клімат поселення | Клімат поселення | Клімат поселення | Клімат поселення | Клімат поселення | Клімат поселення | Клімат поселення |
| Показник                                      | Січ.             | Лют.             | Бер.             | Квіт.            | Трав.            | Черв.            | Лип.             | Серп.            | Вер.             | Жовт.            | Лист.            | Груд.            |                  |
| Середній максимум, °C                         | 5,40             | 5,66             | 7,63             | 11,46            | 16,00            | 19,72            | 19,60            | 20,18            | 16,37            | 12,18            | 6,97             | 4,09             |                  |
| Середня температура, °C                       | 0,10             | 0,39             | 2,34             | 6,16             | 10,70            | 14,43            | 16,83            | 17,42            | 13,61            | 9,41             | 4,21             | 1,33             |                  |
| Середній мінімум, °C                          | −5,19            | −4,9             | −2,95            | 0,88             | 5,41             | 9,14             | 14,07            | 14,66            | 10,85            | 6,66             | 1,44             | −1,43            |                  |
| Норма опадів, мм                              | 127              | 104              | 128              | 146              | 134              | 152              | 102              | 123              | 146              | 177              | 203              | 169              |                  |
| Середньомісячна швидкість вітру, м/с          | 2.48             | 2.73             | 2.87             | 2.77             | 2.54             | 2.42             | 2.26             | 2.27             | 2.30             | 2.55             | 2.62             | 2.64             |                  |
| Середньомісячна сонячна радіація, кДж/м²·день | 4578             | 7472             | 10586            | 14749            | 18646            | 20089            | 21245            | 17880            | 13580            | 9030             | 4898             | 3870             |                  |
| --------------------------------------------- | ---------------- | ---------------- | ---------------- | ---------------- | ---------------- | ---------------- | ---------------- | ---------------- | ---------------- | ---------------- | ---------------- | ---------------- | ---------------- |
| Джерело:                                      |                  |                  |                  |                  |                  |                  |                  |                  |                  |                  |                  |                  |                  |